# Boss Key Productions
Boss Key Productions, Inc. è stato uno studio di sviluppo di videogiochi americano con sede a Raleigh, Carolina del Nord.
Fondata nell'aprile 2014 da Cliff Bleszinski e Arjan Brussee, ex Epic Games, la società ha sviluppato LawBreakers (2017) e Radical Heights (2018), entrambi fallimenti commerciali che hanno portato alla chiusura del team a maggio 2018.

## Storia

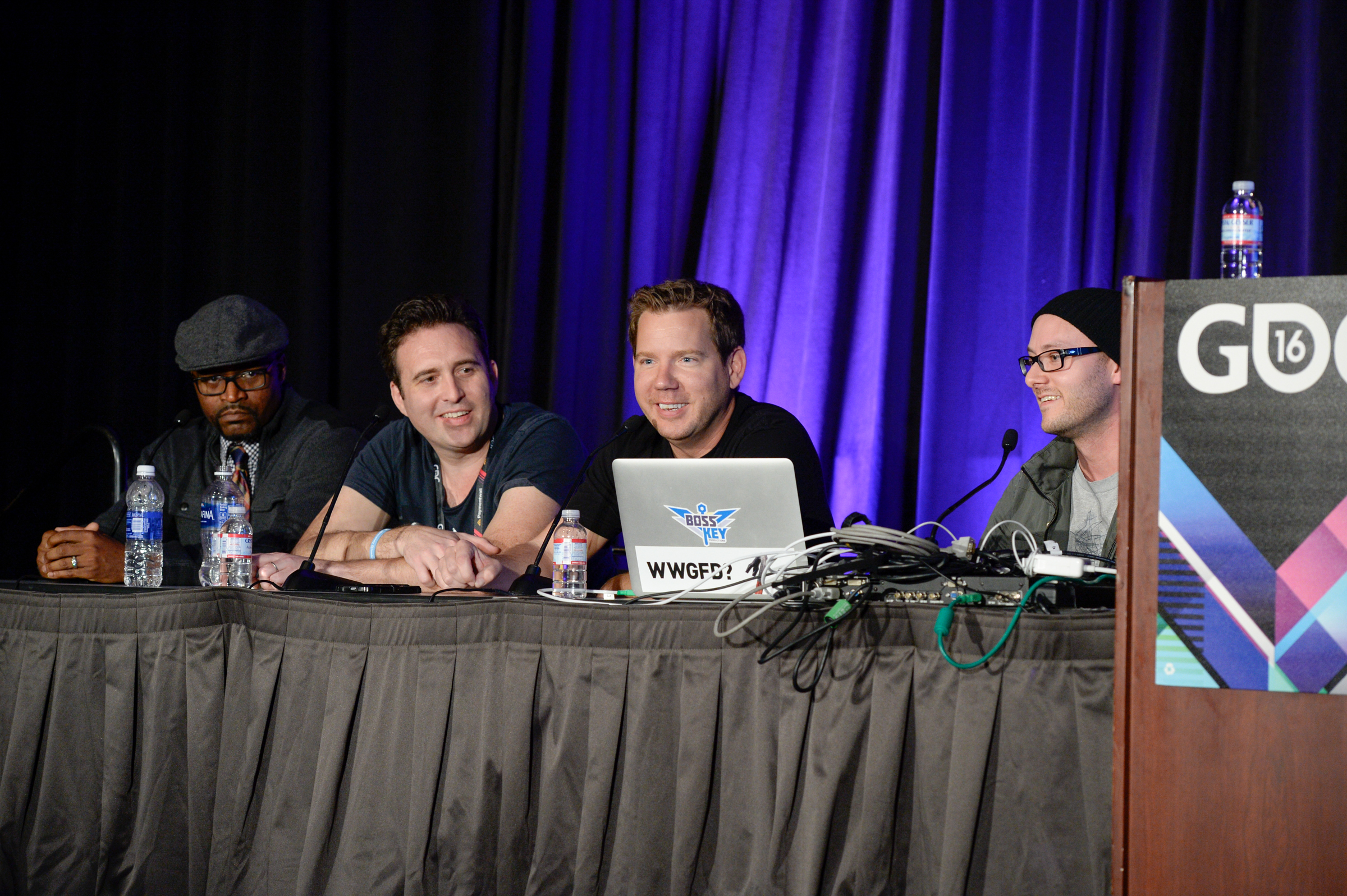
Boss Key Productions alla Game Developers Conference 2016

Boss Key Productions è stato fondato dagli ex dipendenti di Epic Games Cliff Bleszinski e Arjan Brussee il 30 aprile 2014, ma rivelato ufficialmente il 4 luglio 2014 con Bleszinski e Brussee rispettivamente nei ruoli di amministratore delegato e direttore operativo.
Il primo progetto di Boss Key Productions è stato LawBreakers, uno sparatutto in prima persona per Microsoft Windows e PlayStation 4. Sebbene l'accoglienza positiva al suo rilascio nell'agosto 2017, lo scarso successo commerciale ha spinto il team verso lo sviluppo di un nuovo battle royale invece di continuare a supportarlo.
Nel dicembre 2017, Arjan Brussee ha annunciato di aver lasciato Boss Key Productions e di essere tornato in Epic Games per lavorare a un "entusiasmante progetto segreto".
Il nuovo gioco, intitolato Radical Heights, è stato rilasciato nell'aprile 2018 come titolo in accesso anticipato, ricevendo un'accoglienza generalmente negativa a causa del suo stato molto iniziale e dalle troppe somiglianze con altri battle royale più popolari, come PlayerUnknown's Battlegrounds e Fortnite.
Il 14 maggio 2018, in seguito al fallimento di LawBreakers e Radical Heights, Bleszinski ha annunciato tramite Twitter la chiusura di Boss Key Productions, che contava 65 dipendenti a settembre 2017. Bleszinski ha affermato di non ha preso uno stipendio per due anni per pagare i suoi dipendenti in modo che "potessero prendersi cura delle loro famiglie".
Sempre secondo Bleszinski, lo studio stava trattando con la 20th Century Fox per realizzare uno sparatutto in prima persona ambientato nel franchise di Alien in cui il giocatore avrebbe interpretato Newt, in uno stile simile alla serie di Half-Life. Tuttavia, il progetto è stato accantonato a seguito della fusione di Fox in Disney.